# Pseudoclithria anchoralis
Pseudoclithria anchoralis är en skalbaggsart som beskrevs av Lea 1914. Pseudoclithria anchoralis ingår i släktet Pseudoclithria och familjen Cetoniidae. Inga underarter finns listade i Catalogue of Life.